# Natación en los Juegos Olímpicos de Londres 2012 – 200 metros estilo espalda masculino
El evento de 200 metros estilo espalda masculino de natación olímpica en los Juegos Olímpicos de Londres 2012 tuvo lugar entre el 1 y 2 de agosto en el Centro Acuático de Londres.

## Récords
RM=Récord mundial
RO=Récord olímpico
RN=Récord nacional
Los siguientes récords se establecieron durante la competición:
| Fecha       | Evento | Nombre      | Nacionalidad         | Tiempo  | RO | RM |
| ----------- | ------ | ----------- | -------------------- | ------- | -- | -- |
| 2 de agosto | Final  | Tyler Clary | Estados Unidos (USA) | 1:53.41 | RI |    |

## Resultados

### Series
| Rank | Heat | Línea | Nombre                  | Nacionalidad                  | Tiempo  | Notas |
| ---- | ---- | ----- | ----------------------- | ----------------------------- | ------- | ----- |
| 1    | 3    | 4     | Tyler Clary             | Estados Unidos (USA)          | 1:56.24 | Q     |
| 2    | 5    | 4     | Ryan Lochte             | Estados Unidos (USA)          | 1:56.36 | Q     |
| 3    | 5    | 3     | Zhang Fenglin           | República Popular China (CHN) | 1:56.71 | Q     |
| 4    | 4    | 4     | Ryosuke Irie            | Japón (JPN)                   | 1:56.81 | Q     |
| 5    | 2    | 4     | Gábor Balog             | Hungría (HUN)                 | 1:56.98 | Q     |
| 6    | 4    | 5     | Jan-Philip Glania       | Alemania (GER)                | 1:57.01 | Q     |
| 7    | 3    | 7     | Nick Driebergen         | Países Bajos (NED)            | 1:57.29 | Q     |
| 8    | 5    | 2     | Yakov Toumarkin         | Israel (ISR)                  | 1:57.33 | Q     |
| 9    | 3    | 5     | Péter Bernek            | Hungría (HUN)                 | 1:57.52 | Q     |
| 10   | 4    | 7     | Mitch Larkin            | Australia (AUS)               | 1:57.53 | Q     |
| 11   | 3    | 1     | Tobias Oriwol           | Canadá (CAN)                  | 1:58.06 | Q     |
| 12   | 5    | 6     | Yannick Lebherz         | Alemania (GER)                | 1:58.07 | Q     |
| 13   | 3    | 3     | Kazuki Watanabe         | Japón (JPN)                   | 1:58.17 | Q     |
| 14   | 5    | 5     | Radosław Kawęcki        | Polonia (POL)                 | 1:58.18 | Q     |
| 15   | 4    | 1     | Omar Pinzón             | Colombia (COL)                | 1:58.20 | Q     |
| 16   | 4    | 2     | Leonardo Deus           | Brasil (BRA)                  | 1:58.22 | Q     |
| 17   | 3    | 2     | Arkady Vyatchanin       | Rusia (RUS)                   | 1:58.69 |       |
| 18   | 3    | 8     | Marco Loughran          | Reino Unido (GBR)             | 1:58.72 |       |
| 19   | 5    | 7     | Sebastiano Ranfagni     | Italia (ITA)                  | 1:58.76 |       |
| 20   | 2    | 2     | Pedro Oliveira          | Portugal (POR)                | 1:58.83 |       |
| 21   | 4    | 8     | Matson Lawson           | Australia (AUS)               | 1:58.92 |       |
| 22   | 3    | 6     | Chris Walker-Hebborn    | Reino Unido (GBR)             | 1:59.00 |       |
| 23   | 5    | 1     | Anton Anchin            | Rusia (RUS)                   | 1:59.49 |       |
| 24   | 4    | 3     | Benjamin Stasiulis      | Francia (FRA)                 | 1:59.52 |       |
| 25   | 2    | 5     | Darren Murray           | Sudáfrica (RSA)               | 2:00.01 |       |
| 26   | 2    | 3     | Aschwin Wildeboer Faber | España (ESP)                  | 2:00.02 |       |
| 27   | 2    | 7     | Pedro Medel             | Cuba (CUB)                    | 2:00.05 |       |
| 28   | 5    | 8     | Xu Jiayu                | República Popular China (CHN) | 2:00.26 |       |
| 29   | 4    | 6     | Gareth Kean             | Nueva Zelanda (NZL)           | 2:00.54 |       |
| 30   | 2    | 8     | Alexandr Tarabrin       | Kazajistán (KAZ)              | 2:01.22 |       |
| 31   | 2    | 1     | Park Hyung-Joo          | Corea del Sur (KOR)           | 2:01.50 |       |
| 32   | 1    | 5     | Derya Buyukuncu         | Turquía (TUR)                 | 2:01.68 |       |
| 33   | 2    | 6     | Oleksandr Isakov        | Ucrania (UKR)                 | 2:01.78 |       |
| 34   | 1    | 4     | Sebastian Stoss         | Austria (AUT)                 | 2:02.91 |       |
| 35   | 1    | 3     | Quah Zheng Wen          | Singapur (SIN)                | 2:03.45 |       |

### Semifinal

#### Semifinal 1
| Rank | Línea | Nombre            | Nacionalidad         | Tiempo  | Notas |
| ---- | ----- | ----------------- | -------------------- | ------- | ----- |
| 1    | 4     | Ryan Lochte       | Estados Unidos (USA) | 1:55.40 | Q     |
| 2    | 5     | Ryosuke Irie      | Japón (JPN)          | 1:55.68 | Q     |
| 3    | 1     | Radosław Kawęcki  | Polonia (POL)        | 1:56.74 | Q     |
| 4    | 2     | Mitch Larkin      | Australia (AUS)      | 1:56.82 | Q     |
| 5    | 6     | Yakov Toumarkin   | Israel (ISR)         | 1:57.33 | Q     |
| 6    | 3     | Jan-Philip Glania | Alemania (GER)       | 1:57.43 |       |
| 7    | 8     | Leonardo Deus     | Brasil (BRA)         | 1:58.14 |       |
| 8    | 7     | Yannick Lebherz   | Alemania (GER)       | 1:58.80 |       |

#### Semifinal 2
| Rank | Línea | Nombre          | Nacionalidad                  | Tiempo  | Notas |
| ---- | ----- | --------------- | ----------------------------- | ------- | ----- |
| 1    | 4     | Tyler Clary     | Estados Unidos (USA)          | 1:54.71 | Q     |
| 2    | 5     | Zhang Fenglin   | República Popular China (CHN) | 1:55.66 | Q     |
| 3    | 1     | Kazuki Watanabe | Japón (JPN)                   | 1:56.81 | Q     |
| 4    | 6     | Nick Driebergen | Países Bajos (NED)            | 1:57.35 |       |
| 5    | 3     | Gabor Balog     | Hungría (HUN)                 | 1:57.56 |       |
| 6    | 2     | Peter Bernek    | Hungría (HUN)                 | 1:57.71 |       |
| 7    | 7     | Tobias Oriwol   | Canadá (CAN)                  | 1:58.74 |       |
| 8    | 8     | Omar Pinzón     | Colombia (COL)                | 1:58.99 |       |

### Final
| Rank              | Línea | Nombre           | Nacionalidad                  | Tiempo  | Notas |
| ----------------- | ----- | ---------------- | ----------------------------- | ------- | ----- |
| Medalla de oro    | 4     | Tyler Clary      | Estados Unidos (USA)          | 1:53.41 | RO    |
| Medalla de plata  | 6     | Ryosuke Irie     | Japón (JPN)                   | 1:53.78 |       |
| Medalla de bronce | 5     | Ryan Lochte      | Estados Unidos (USA)          | 1:53.94 |       |
| 4                 | 2     | Radosław Kawęcki | Polonia (POL)                 | 1:55.59 |       |
| 5                 | 3     | Zhang Fenglin    | República Popular China (CHN) | 1:55.59 |       |
| 6                 | 7     | Kazuki Watanabe  | Japón (JPN)                   | 1:57.03 |       |
| 7                 | 8     | Yakov Toumarkin  | Israel (ISR)                  | 1:57.62 |       |
| 8                 | 1     | Mitch Larkin     | Australia (AUS)               | 1:58.02 |       |